# المصرفية التعاونية
الخدمات المصرفية التعاونية هي الخدمات المصرفية للأفراد والخدمات التجارية المنظمة على أساس تعاوني. تأخذ المؤسسات المصرفية التعاونية الودائع وتقرض الأموال في معظم أنحاء العالم.
تشمل الخدمات المصرفية التعاونية، كما تمت مناقشتها هنا، الخدمات المصرفية للأفراد التي تنفذها الاتحادات الائتمانية ، وبنوك الادخار المتبادل (مصرف توفير مشترك) ، وجمعيات البناء والتعاونيات ، بالإضافة إلى الخدمات المصرفية التجارية التي تقدمها المنظمات المتبادلة (مثل الاتحادات التعاونية ) للشركات التعاونية.
تبلغ ثقة الجمهور في الاتحادات الائتمانية بنسبة 60%، مقارنة بـنسبة 30% للبنوك الكبرى  والشركات الصغيرة أقل عرضة بنسبة 80% لعدم الرضا عن الاتحاد الائتماني مقارنة بالبنوك الكبيرة.

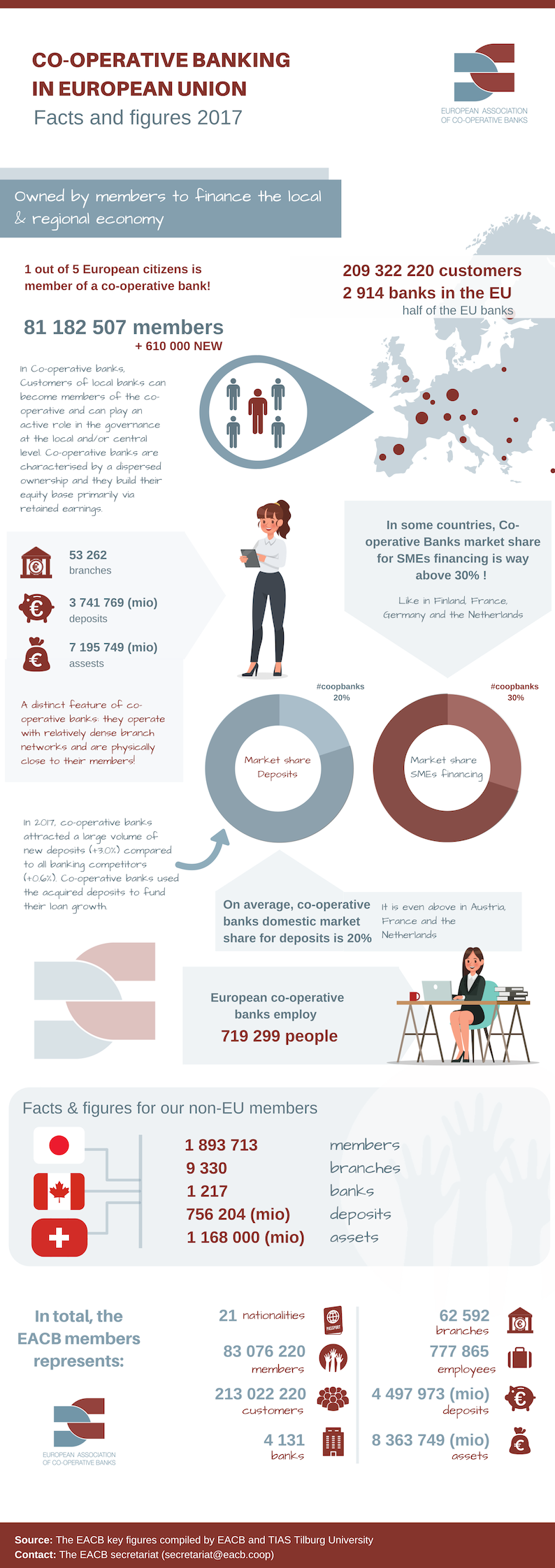
الخدمات المصرفية التعاونية الأوروبية: حقائق وأرقام 2017. استنادًا إلى الإحصائيات الرئيسية لعام 2017 التي جمعها البنك المركزي الأوروبي.